# تیم ملی فوتبال زیر ۲۳ سال نیجریه
تیم ملی فوتبال زیر ۲۳ سال نیجریه (انگلیسی: Nigeria national under-23 football team) یا تیم ملی فوتبال المپیک نیجریه نمایندهٔ فوتبال کشور نیجریه در بازی‌های فوتبال زیر ۲۳ سال و المپیک تابستانی است.
این تیم در سال ۱۹۹۶ قهرمان المپیک شد.

## افتخارات
- المپیک
  - مدال طلا: ۱۹۹۶
  - مدال برنز: ۲۰۰۸
- بازی‌های آفریقایی
  - مدال نقره: ۲۰۰۳
  - مدال برنز: ۱۹۹۱، ۱۹۹۵
- جام بین قاره‌ای
  - قهرنانی: ۲۰۰۸
- نیجر تورنومنت[۱]
  - قهرمانی: ۲۰۰۲
- TIFOCO تورنومنت[۲]
  - جایگاه سوم: ۲۰۰۳